# Jean-Auguste Eyssautier
Jean-Auguste François Eutrope Eyssautier est un ecclésiastique, évêque de La Rochelle et de Saintes, né à Entrevaux le 30 novembre 1844, mort à La Rochelle le 7 mars 1923 .

## Biographie
Jean-Auguste Eyssautier est le fils de Casimir Eyssautier, directeur des douanes à Nîmes. Il est entré au petit séminaire de Digne dirigé par les Pères maristes à l'âge de 10 ans. Il y est resté huit ans, de 1854 à 1862, et en est sorti bachelier ès lettres et bachelier ès sciences. Il est entré au grand séminaire de Digne en 1863. Son père ayant été nommé au même poste à La Rochelle, toute la famille s'y est installée, en l'absence de sa mère qui était décédée. Il a continué ses études au grand séminaire de La Rochelle en 1866. Il est ordonné diacre en 1867. Il est nommé professeur à l'institution ecclésiastique de Pons, successivement de 4e, 3e, 2e, puis rhétorique.
Il a été ordonné prêtre le 6 juin 1868. Edwin Bonnefoy le choisit comme vicaire général à son arrivée à l'évêché de La Rochelle, mais il ne reste qu'une année (1893-1894), préférant devenir supérieur de l'institution de Pons. Il y est resté directeur de 1894 à 1906 tout en enseignant la philosophie. Il a été un prédicateur et un écrivain.

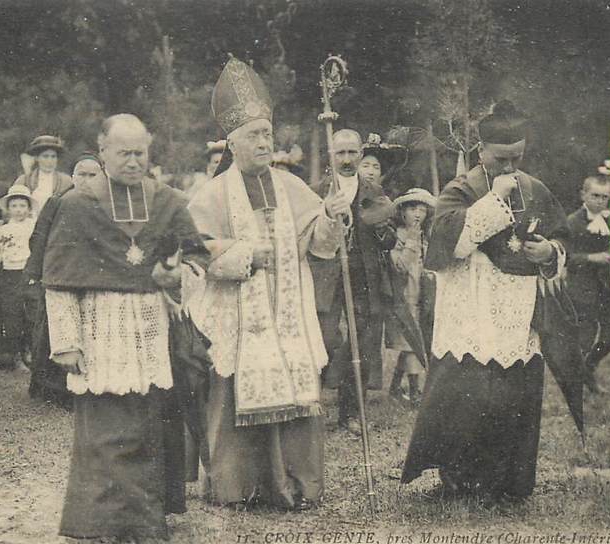
Eyssautier présidant le pèlerinage à Croix-Gente (Montendre).

Il est nommé évêque du diocèse de La Rochelle par bref pontifical le 27 novembre 1906. Il est sacré et intronisé en la cathédrale Saint-Louis le 30 novembre. 
Durant son épiscopat, il est à l'origine d'initiatives visant à donner du travail aux orphelins, entre autres à travers l'imprimerie Jeanne-d'Arc à Saint-Martin-de-Ré. 
Le 18 août 1910, il inaugure et bénit à Port-des-Barques le sanctuaire des prêtres déportés des pontons de Rochefort, à l'occasion du premier pèlerinage diocésain officiel.
Il est nommé assistant au trône pontifical le 11 août 1918.
Son tombeau, placé dans la chapelle de la Vierge de la cathédrale Saint-Louis de La Rochelle, est réalisé par le sculpteur Charles-Albert Walhain.

## Publications
- L'âme de Jeanne d'Arc, Lafare frères, Nîmes, 1896
- Jeunesse et persévérance, rapport présenté au 3e congrès de la jeunesse française, Imprimerie marseillaise, Marseille, 1897
- La Vie chrétienne et le suffrage en faveur des morts, sermon prononcé à Nîmes, le 11 novembre 1900, à l'assemblée générale de l'archiconfrérie de Notre-Dame du Suffrage, Gervais-Bedot , Nîmes, 1901
- Panégyrique de Saint-Gilles, prononcé le 29 août 1902, dans la crypte de Saint-Gilles-du-Gard, pour le XXXVIIIe anniversaire de la découverte du tombeau, Imprimerie générale, Nîmes, 1903